# Dietrich Wichwael
Dietrich Wichwael (* in Kaster; † 1519) war Weihbischof in Köln.
Der dem Augustinerorden angehörende Wichwael lehrte von 1495 an als Professor an der Universität zu Köln Theologie. Seit 1495 war er Prior des Kölner Augustinerklosters und wurde am 2. August 1504 zum Titularbischof von Cyrene und Weihbischof im Erzbistum Köln berufen. Seit 1505 als solcher fungierend, starb er vor dem 3. März des Jahres 1519 und wurde in der Bedburger Augustinerkirche beigesetzt. Wichwael, der als Humanist galt, war ein Freund des Erasmus von Rotterdam und des Agrippa von Nettesheim.